# Campus Apple

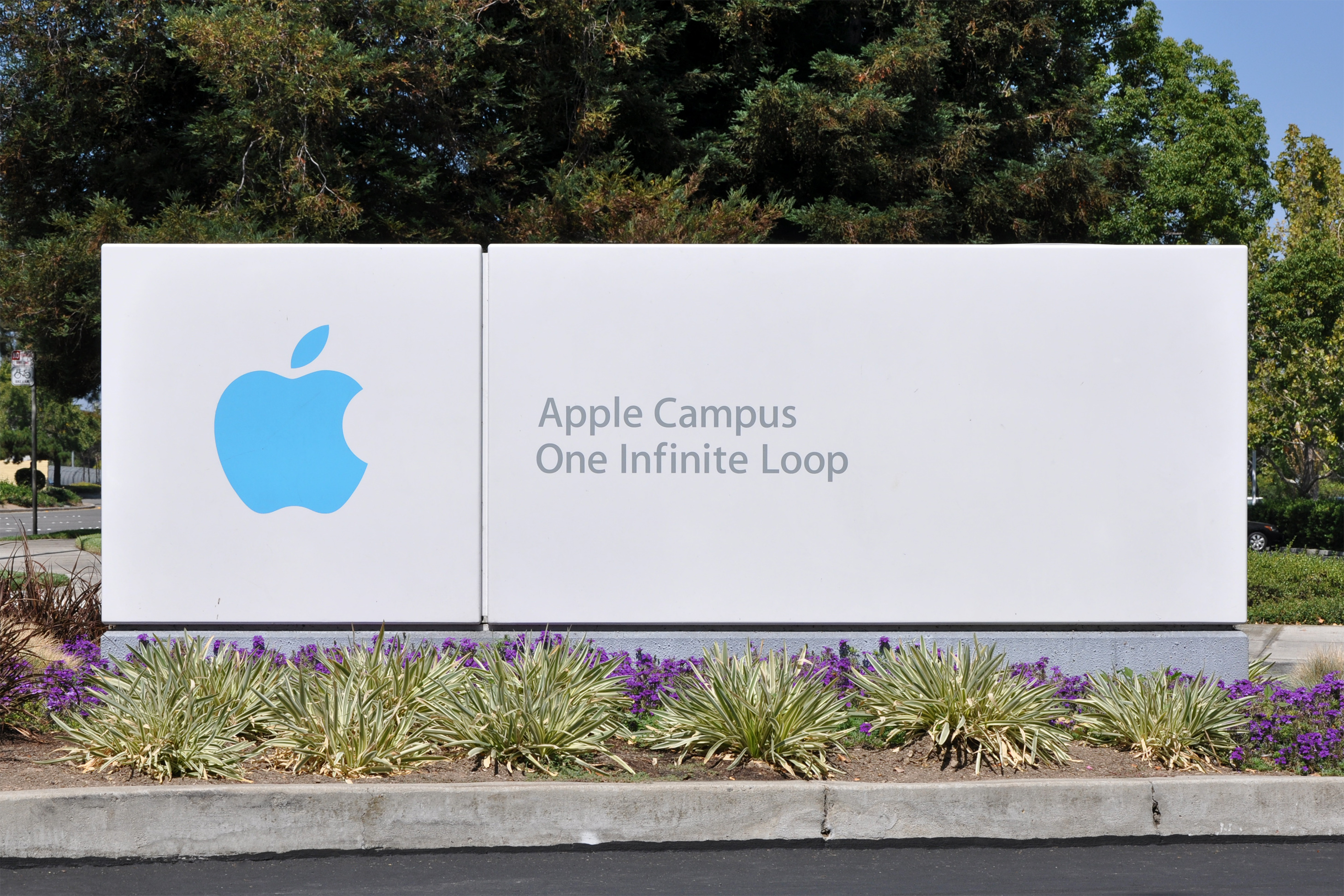
Insegna all'entrata

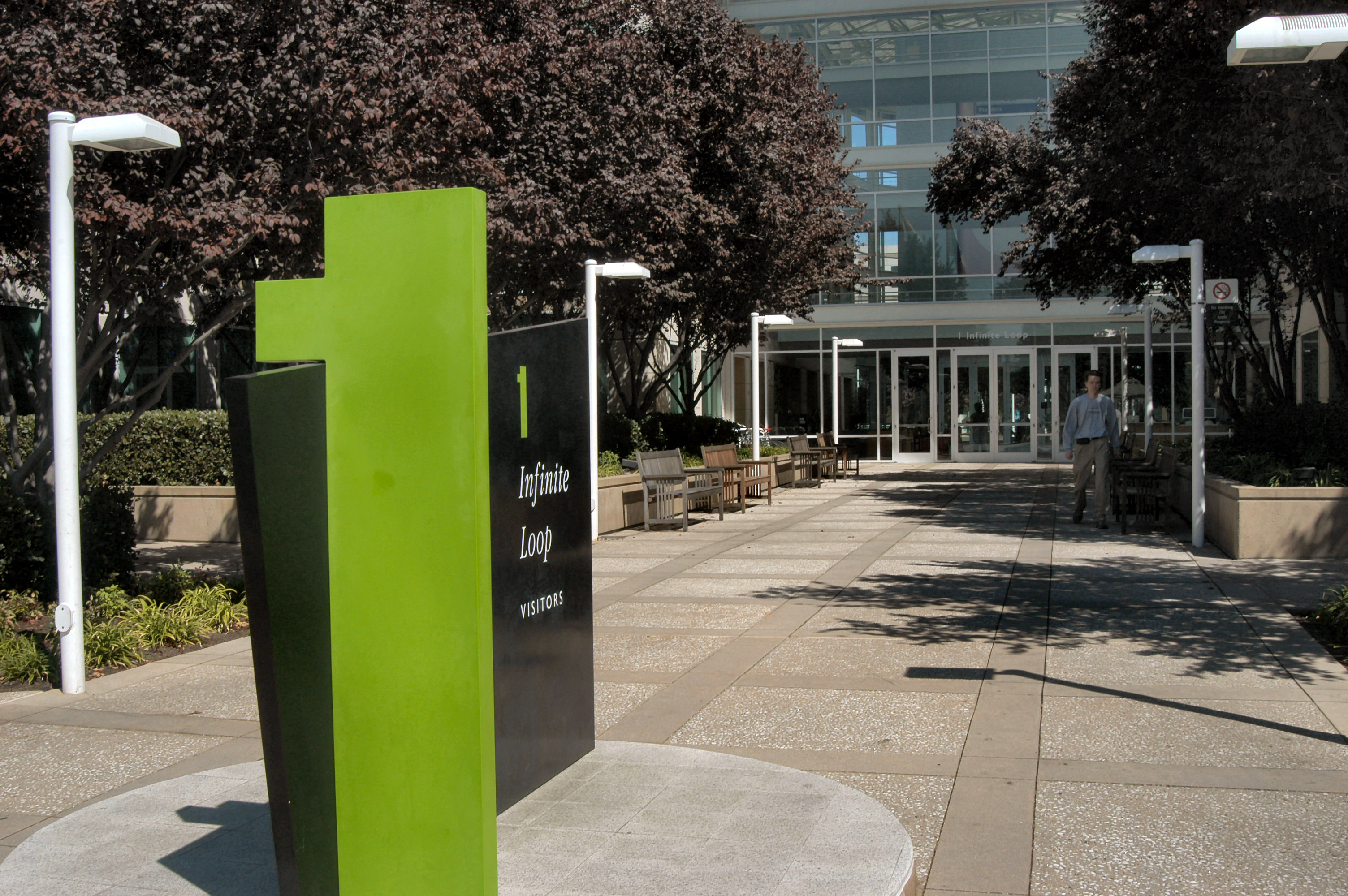
Entrata al campus

Il Campus Apple è stata la sede della Apple dal 1993 fino al 2017. Il complesso di edifici è situato a Cupertino, in California e viene definito campus perché la sua forma è simile a quella di un tradizionale campus universitario. Il campus si trova all'angolo della Interstate 280 ed occupa 13 ettari (32 acri). In totale l'azienda controlla più di 3 milioni di metri quadrati di terreno nella città di Cupertino. Dal 2017 la società si è spostata all'Apple Park. 

## Storia

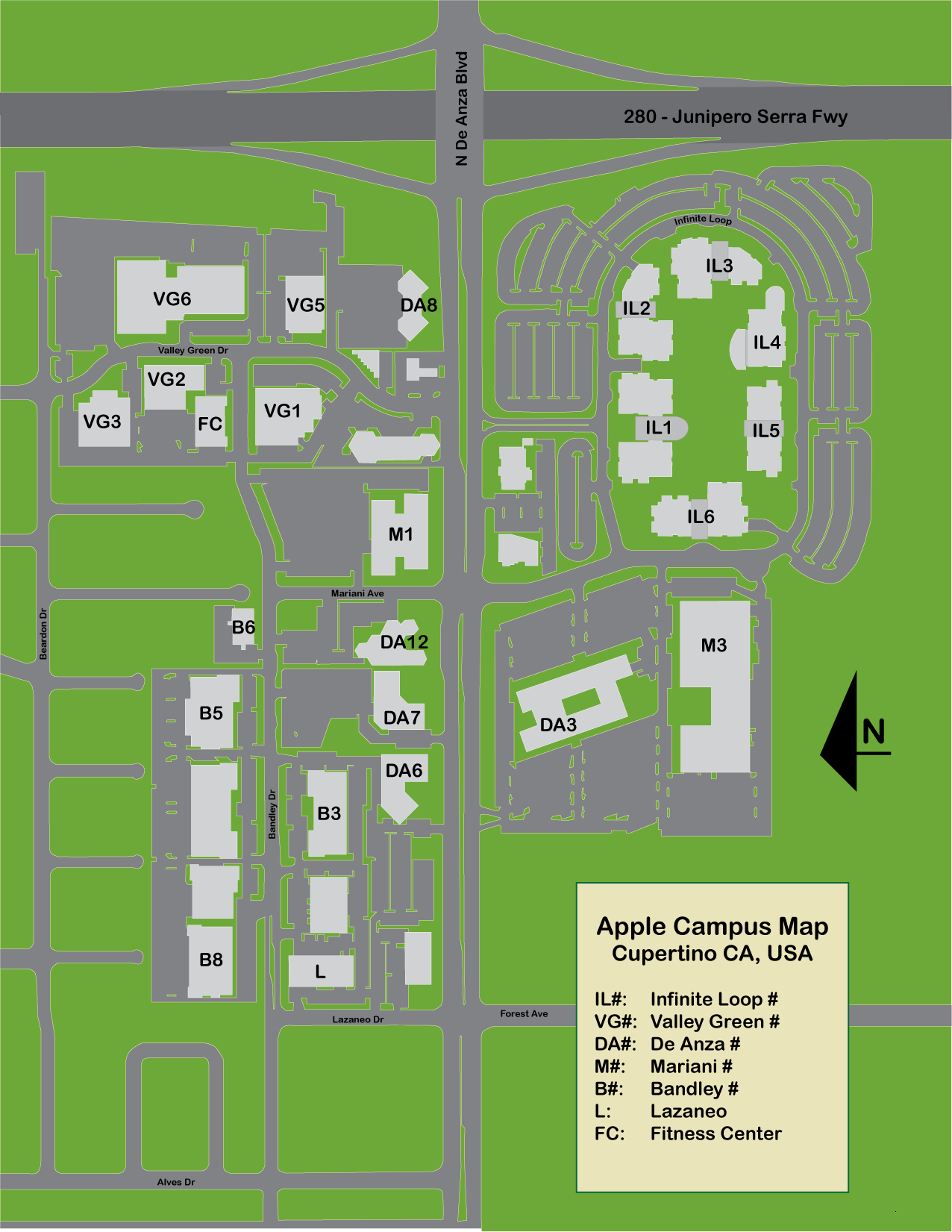
Mappa del campus

Prima del 1992 la sede di Apple si trovava a Mariani Ave a Cupertino. Il terreno dove ha attualmente la sede di Apple fu di proprietà della Four fase Systems (successivamente acquistata da Motorola). Il campus è stato costruito dalla Sobrato Development Co che terminò i lavori nel 1993. Prima del 1997 le attività svolte presso il campus erano solo di ricerca e sviluppo ma con il ritorno di Steve Jobs alla Apple, egli apportò delle modifiche al campus.

### Incendio a Green Valley
La notte del 12 agosto 2008 scoppiò un incendio a Green Valley; i pompieri lavorarono più di tre ore per spegnere l'incendio. Non ci furono feriti ma la costruzione subì danni per più di due milioni di dollari.

### Evacuazione a Infinite Loop
Il 6 maggio 2009 una busta contenente all'interno della polvere bianca fu ritrovata da un dipendente della Apple. L'edificio fu immediatamente fatto evacuare e la polvere bianca fu sottoposta a delle accurate analisi. I test dimostrarono che la polvere non rappresentava alcuna minaccia.

## Nuovo campus

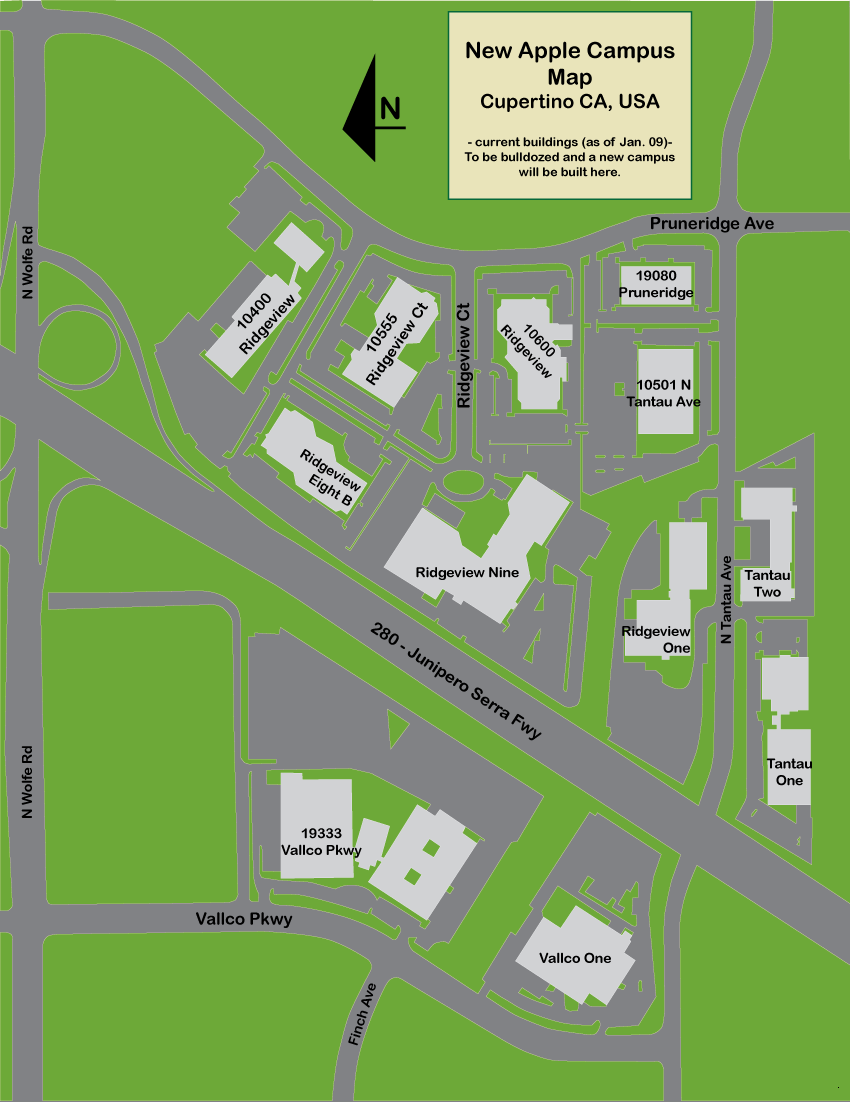
La mappa del territorio dove sarà costruito il nuovo campus

Nel 2011, Steve Jobs ha annunciato al consiglio comunale di Cupertino, che l'azienda ha acquisito nuove proprietà necessarie per la costruzione di un nuovo campus sempre situato a Cupertino. La costruzione del nuovo campus durerà quattro anni. I costi della sola progettazione sono stimati in 500 milioni di dollari, mentre nel 2013 il costo totale è stato stimato intorno ai 5 miliardi di dollari. 
Nel novembre 2010 San Jose Mercury News rivela che Apple ha acquistato 40 ettari addizionali (98 acri) non più usati da HP. Questi spazi erano usati dal Campus HP prima della ricollocazione a Palo Alto. Il costo stimato per questi terreni è di 300 milioni di dollari.